# CNN Heroes
CNN Heroes (Héroes CNN) es el especial de televisión anual galardonado creado por la cadena estadounidense CNN para honrar a individuos que hacen contribuciones extraordinarias a la ayuda humanitaria y hacer una verdadera diferencia en sus comunidades. Organizado por Anderson Cooper, se puso en marcha en 2007 y continúa hasta el presente, con el espectáculo homenaje emitido al final del año.
El programa es la culminación del año de campaña "Héroes CNN", que se transmite a través de las redes mundiales de CNN, incluyendo: CNN, CNN International, CNN en Español, HLN, PAT, Telefe, Canal 11 de Salta, Canal 13 de Santa Fe, Canal 5 de Rosario, Canal 8 de Córdoba, Canal 9 de Bahía Blanca, Canal 8 de Mar del Plata, Canal 7 de Neuquén, Canal 8 de Tucumán, Canal 13 de Río Cuarto, Canal 9 de Mendoza, Canal 7 de Jujuy y CNNHeroes.com. Nuevos héroes se introducen semanalmente al aire y en línea.
Se selecciona un Top 10 y la votación comienza en línea en CNNHeroes.com para el "CNN Hero of the Year" (héroe del año). Los 10 son honrados en la ceremonia recibiendo unos 50.000 dólares, mientras que el héroe del año recibe una suma adicional de 250.000 dólares para continuar su trabajo.
En 2012, CNN Heroes recibió un premio Peabody por la campaña de 2011. También ha sido nominado para los Premios Emmy de Noticia y Documental, y es la ganador de 3 premios de la Familia Gracie.
El Héroe del año de la CNN en el año 2018 fue el médico peruano Ricardo Pun, quien en el año 2008 fundó el albergue Inspira para apoyar a niños que viajan de las distintas regiones del Perú a Lima a tratarse del cancer. El Dr. Ricardo Pun, les brinda al niño y a la mamá un lugar digno y alimentación totalmente gratuita por el tiempo que lo requieran. En el año 2023, el Héroe de la CNN, Ricardo Pun, inauguró el nuevo albergue Inspira, construido en un área de 680 metros cuadrados gracias al apoyo de personas naturales y empresas solidarias que se suman día a día. Hasta el año 2024, el albergue Inspira ha logrado apoyar a más de 4 mil familias. 

## Ganadores

### Edición 2012
Top 10 de la edición 2012 (en orden alfabético):
- Pushpa Basnet de Katmandú, Nepal.
- Wanda Butts de Ohio, Estados Unidos.
- Mary Cortani de California, Estados Unidos.
- Catalina Escobar Restrepo de Cartagena de Indias, Colombia.
- Razia Jan de Afganistán, con una organización en Massachusetts, Estados Unidos.
- Thulani Madondo de Kliptown, South Africa.
- Leo McCarthy de Montana, Estados Unidos.
- Connie Siskowski de Nueva Jersey, Estados Unidos.
- Scott Strode de Colorado, Estados Unidos.
- Malya Villard-Appolon de Kofaviv, Haití.

### Edición 2011
Top 10 de la edición 2011 (en orden alfabético):
- Eddie Canales de Texas, Estados Unidos.
- Taryn Davis de Carolina del Norte, Estados Unidos.
- Sal Dimiceli de Wisconsin, Estados Unidos.
- Derreck Kayongo de Atlanta, Estados Unidos.
- Diane Latiker de Chicago, Estados Unidos.
- Robin Lim de Bali, Indonesia.[4]
- Patrice Millet de Haití.
- Bruno Serato de Anaheim, California, Estados Unidos.
- Richard St. Denis de México.
- Amy Stokes de Sudáfrica.

### Edición 2010
Top 10 de la edición 2010 (en orden alfabético):
- Guadalupe Arizpe De La Vega de Ciudad Juárez, México.
- Susan Burton de California, Estados Unidos.
- Linda Fondren de Misisipi, Estados Unidos.
- Anuradha Koirala de Katmandú, Nepal.[5]
- Narayanan Krishnan de Madurai, India.
- Magnus MacFarlane-Barrow de Escocia, Reino Unido.
- Harmon Parker de Kenia.
- Aki Ra de Camboya.
- Evans Wadongo de Kenia.
- Dan Wallrath de Texas, Estados Unidos.

En esta edición los 33 mineros chilenos del derrumbe de la mina San José fueron honrados en el inicio de la ceremonia.

### Edición 2009
Top 10 de la edición 2009 (en orden alfabético):
- Jorge Muñoz, de Queens, Nueva York, Estados Unidos.
- Jordan Thomas, de Chattanooga, Tennessee, Estados Unidos.
- Budi Soehardi, de Kupang, Indonesia.
- Betty Makoni, de Londres, Reino Unido.
- Doc Hendley, de Blowing Rock, Carolina del Norte, Estados Unidos.
- Efren Peñaflorida, de Cavite, Filipinas.[7][8]
- Derrick Tabb, de Nueva Orleans, Louisiana, Estados Unidos.
- Roy Foster, de Palm Beach, Florida, Estados Unidos.
- Andrea Ivory, de West Park, Florida, Estados Unidos.
- Brad Blauser, de Dallas, Texas, Estados Unidos.

### Edición 2008
Top 10 de la edición 2008 (en orden alfabético):
- Tad Agoglia, de Long Island, Nueva York, Estados Unidos.
- Yohannes Gebregeorgis, de Addis Ababa, Etiopía.
- Carolyn LeCroy, de Norfolk, Virginia, Estados Unidos.
- Anne Mahlum, de Filadelfia, Pennsilvania, Estados Unidos.
- Liz McCartney, de St. Bernard Parish, Louisiana, Estados Unidos[10]
- Phymean Noun, de Toronto, Ontario, Canadá.
- David Puckett, de Savannah, Georgia, Estados Unidos.
- María Ruiz, de El Paso, Texas, Estados Unidos.
- Marie Da Silva, de Malawi, residente en Los Ángeles, California, Estados Unidos.
- Viola Vaughn, de Kaolack, Senegal.

### Edición 2007
Top 18 de la edición 2007 (en orden alfabético):
- Florence Cassassuce, de La Paz, México.
- Kayla Cornale, de Burlington, Ontario, Canadá.
- Irania Martínez García, de Guantánamo, Cuba.
- Pablo Fajardo, de Ecuador.
- Rangina Hamidi, de Stone Ridge, Virginia, Estados Unidos.
- Rick Hodes, de Addis Ababa, Etiopía.
- Lynwood Hughes, de Rocky Mount, Carolina del Norte, Estados Unidos.
- Dallas Jessup, de Vancouver, Washington, Estados Unidos.
- Peter Kithene, de Seattle, Washington, Estados Unidos.
- Scott Loeff, de Chicago, Illinois, Estados Unidos.
- Mark Maksimowicz, de San Petersburgo, Florida, Estados Unidos.
- James McDowell, de Patchogue, Nueva York, Estados Unidos.
- Anne McGee, de Las Vegas, Nevada, Estados Unidos.
- Josh Miller, de Santa Mónica, California, Estados Unidos.
- Rosemary Nyirumbe, de Uganda.
- Steve Peifer, de Kijabe, Kenia.
- S. Ramakrishnan, de Ayikydy, India.
- Julie Rems-Smario, de Oakland, California, Estados Unidos.
- Scott Southworth, de Estados Unidos.[12]

## Transmisión
- CNN International
- CNN en Español
- HLN
- PAT
- Telefe
- Telefe Salta
- Telefe Santa Fe
- Telefe Rosario
- Telefe Córdoba
- Telefe Bahía Blanca
- Telefe Mar del Plata
- Telefe Neuquén
- Telefe Tucumán
- Telefe Internacional
- Canal 13 (Río Cuarto)
- Canal 9 Televida (Mendoza)
- Canal 7 (Jujuy)